# Château de Montvaillant
Le château de Montvaillant est situé sur la commune de Clermain en Saône-et-Loire, sur une terrasse dominant la Grosne.

## Description
La construction comprend un corps de logis central à deux étages carrés, flanqué, dans le même alignement, de deux courtes ailes à un seul étage, en léger retrait sur ses deux façades. Elles sont prolongées chacune par un pavillon dont les façades sont dans l'alignement de celle du corps central. Les ailes sont couvertes de toitures très plates, le corps central et les pavillons, de terrasses. Un perron précède la façade donnant sur le parc.
Le château est une propriété privée et ne se visite pas.

## Historique
- Moyen Âge : existence d'une maison forte
- XVIIIe siècle : le fief appartient à Jean-Baptiste Bridet
- XIXe siècle : le château est rebâti à l'emplacement d'une ancienne bâtisse
- seconde moitié du XXe siècle : Patrice de Witte, fils de la propriétaire du château, entrepose dans les dépendances, une collection d'automobiles anciennes
- XXIe siècle : propriété de Florence de Witte, épouse Chaintreuil

## Annexe